# Серджан Лукін
Серджан Лукін (рум. Srgian Luchin, нар. 4 березня 1986, Тімішоара) — румунський футболіст, захисник клубу «Стяуа» та національної збірної Румунії.

## Клубна кар'єра
У дорослому футболі дебютував 2004 року виступами за команду клубу «Олімпія» (Сату-Маре), в якій провів два сезони у Лізі ІІ, взявши участь лише у 9 матчах чемпіонату.
Своєю грою за цю команду привернув увагу представників тренерського штабу клубу «Політехніки» (Тімішоара), до складу якого приєднався влітку 2006 року. Відіграв за тімішоарську команду наступні п'ять сезонів своєї ігрової кар'єри.
В серпні 2011 року уклав контракт з бухарестським «Динамо», у складі якого провів наступні два з половиною роки своєї кар'єри гравця. Більшість часу, проведеного у складі бухарестського «Динамо», був основним гравцем захисту команди, а 2012 року виграв з клубом національний кубок та суперкубок.
11 січня 2014 років підписав контракт на 2,5 роки з болгарським «Ботевом» (Пловдив), проте вже влітку повернувся на батьківщину, підписавши 5 серпня дворічний контракт з «Стяуа». Відтоді встиг відіграти за бухарестську команду 5 матчів в національному чемпіонаті.

## Виступи за збірні
2008 року залучався до складу молодіжної збірної Румунії. На молодіжному рівні зіграв у 4 офіційних матчах.
10 серпня 2011 року дебютував в офіційних матчах у складі національної збірної Румунії в товариській грі проти збірної Сан-Марино. Наразі провів у формі головної команди країни 11 матчів, забивши 1 гол.

## Титули і досягнення
- Чемпіон Румунії (4):

«Стяуа»: 2014–15
- Володар Кубка Румунії (1):

«Динамо» (Бухарест): 2011-12
«Стяуа»: 2014–15
- Володар Кубка румунської ліги (1):

«Стяуа»: 2014–15
- Володар Суперкубка Румунії (1):

«Динамо» (Бухарест): 2012